# Embadometrie
Die Embadometrie  ((griechisch) Embadon sichtbare Oberfläche und  μέτρον (métron) Maß) beschäftigt sich mit der quantitativen Vermessung von Oberflächen. Der Begriff stammt vom Astrologen von Queen Elizabeth John Dee (1527–1608) in seiner Schrift The Mathematicall Praeface to Elements of Geometrie of Euclid of Megara.

## Messmethode
Die spezielle Messmethode der Embadometrie ist in der Regel ein optisches Messverfahren zur quantitativen Vermessung einer Oberfläche. Die Unterscheidung zu anderen bekannten Messverfahren liegt hier in dem quantitativen Ansatz, der nicht wie bei anderen Messsystemen möglichst exakt eine Oberfläche erfasst, sondern eine Mittelung über einen definierten Bereich aufnimmt. Wo optische Verfahren mit Messpunkten im Nanometerbereich eine Oberfläche linear abfahren und vermessen, wird bei einer embadometrischen Vermessung mit einer Strahlgeometrie im Millimeter- bis Zentimeterbereich abgetastet. Dies ermöglicht eine flächige Abtastung, dessen Messergebnis die Oberfläche quantitativ in Messwerten repräsentiert.

### Anwendung in der Oberflächenerkennung
Es ist denkbar dieses quantitative Messsignal zur Erkennung einer vorab gemessenen Oberfläche zu verwenden, da die Messung für diese spezielle Fläche ein gleichbleibendes Ergebnis liefern wird.

### Anwendung in der Qualitätsprüfung
Die Gestaltabweichung einer Oberfläche, die signifikant zur restlichen Struktur ist, sticht aus der Mittelung der quantitativen Vermessung hervor und eignet sich so zum Einsatz in der Qualitätssicherung im Bereich der Störstellenfindung.